# Pedro Vieira da Silva
Pedro Vieira da Silva, Secretário de Estado e Escrivão da Puridade, nos reinados de D. João IV e na Regencia da Rainha D. Luisa, depois de viuvo foi ordenado prebitero e eleito Bispo de Leiria (Leiria, 15 de Setembro de 1598 — Leiria, 12 de Setembro de 1676).

## Biografia[1]
(baseada na biografia escrita por Manuel Ferros no Blog Solares e Brasões)
Pedro Vieira da Silva nasceu em Leiria a 15 de Setembro de 1598 e faleceu em Leiria  a 12-09-1676.  Foi baptizado no dia 23-09-1598 na Sé desta cidade.
Fez os primeiros estudos em Leiria, depois no colégio de S. Paulo em Coimbra. Dutorado em Leis pela Universidade de Coimbra, onde leccionou como professor substituto. Foi depois magistrado e desembargador nas comarcas do Porto e de Lisboa. Foi Juiz dos Feitos da Coroa e membro do Conselho da Fazenda. Esteve colocado em Castelo Branco, e depois foi enviado como embaixador para Madrid onde exerceu advocacia.
"Em 1637 foi incumbido da devassa aos amotinados do Algarve contra os impostos ordenados em Portugal pelo Conde-Duque de Olivares. Das diligências que efectuou, resultaram sentenciamentos à morte, à prisão e ao degredo".
Em 1643 foi nomeado, por D. João IV, para o lugar de Secretário de Estado e Escrivão da Puridade, mantendo-se no cargo durante a regência de D. Luísa de Gusmão e na seguinte, de D. Pedro II.
"Segundo D. Francisco Manuel de Melo seria por indicação de António Pais Viegas, fiel servidor de D. João IV, que o então provedor da fazenda real foi escolhido para substituir no posto o secretário de estado, Francisco de Lucena, preso no forte de S. Julião da Barra, por denúncia de haver cometido um alegado crime de lesa-majestade, acabando no cadafalso. A nomeação, no entanto, parece não ter sido do agrado da maioria da nobreza, pelo que se fez constar ter apenas carácter transitório. Manteve-se, contudo, no cargo desde essa altura até ao golpe palaciano de 16 de Junho de 1662, que pôs fim à regência de D. Luísa de Gusmão e colocou à frente do poder D. Afonso VI sob a orientação do valido D. Luís de Vasconcelos e Sousa, conde de Castello Melhor. Voltaria, todavia, a recuperar o cargo em 23 de Novembro de 1667, quando o infante D. Pedro destituiu o Irmão e assumiu o governo. Por desinteligência num conselho de estado com o Conde de Miranda que, conforme um testemunho coevo, o descompôs e lhe disse «escandalosas liberdades», sentiu-se injustamente ofendido e apresentou ao Príncipe a sua demissão que não foi aceite. Sê-lo-ia meses depois, talvez em Setembro de 1668, na sequência de um incidente por informações incorrectas prestadas ao Regente que o acareou com os membros da família do fidalgo D. Jorge de Melo, irmão de Martim Afonso, pretendente a um bispado e dele, sem fundamento, preterido".
Em 25 de Março de 1646 foi ele que dirigiu a cerimónia de coroação de Nª Sra. da Conceição como rainha e padroeira de Portugal:
"Juntos pois os três estados do reino em a capela real dos paços de Lisboa congregados em cortes, leu o secretário Pedro Vieira da Silva, o decreto que o mesmo senhor tinha lavrado, pelo qual jurou, e fez jurar a todos os seus vassalos, a imaculada concepção de Nossa Senhora, tomando-a por protectora do reino, com o obrigatório de  cem cruzados em ouro em cada ano à igreja de Nossa Senhora da Conceição de Vila Viçosa, corte, e assento da Casa de Bragança (...)".
Enquanto Secretário de Estado foi também padroeiro do convento dos capuchos em Leiria.
"Recebeu o provincial todos estes expressos com igual gosto ao que tinha na fundação, e procurando ao Secretário de Estado Pedro Vieira da Silva, lhos entregou para os fazer presentes a El Rey. Era Pedro Vieira natural da mesma cidade, e estimou tanto, que os seus compatriotas quisessem ter na sua terra um convento da nossa província, que para lhes aprovar o gosto se ofereceu logo para padroeiro, determinando que as principais despesas haviam correr por sua conta, não querendo desta sorte impedir aos mais os lances da sua devoção, e generosidade. Excitado do seu próprio empenho, conseguiu as licenças que se pretendiam, e as entregou ao Provincial novamente eleito Fr. Martinho do Rosário. Convocou a Mesa da Definição, e depois de examinados os papéis, e conveniências, que podiam resultar da nova fundação, de unanime consenso a aceitaram, de que se fez termo, que assinaram em 25 de Janeiro de 1651. Nomearam-se para fundadores os mesmos Fr. Luís da Ascensão e Fr. Roque da Expectação, os quais acompanhados de Fr. António da Madre de Deus frade leigo, partiram para Leiria, levando uma carta do padroeiro para seu cunhado António Vaz de Castelo-Branco, na qual insinuava tudo o que havia de obrar em beneficio da nossa fundação. (...) "
"António Vaz Castelo Branco, como procurador do padroeiro, atendendo à eleição do sitio, que faziam os frades, aonde ainda hoje existe uma ermida dedicada a Santo António, e lhe chamam do Carrascal, tinha ajustado a comprar todas aquelas terras circunvizinhas para a fundação; porém dispôs deus para mais glória sua, que esta corresse por conta da sua divina providência." (...)" De todo o sucedido fez António Vaz Castelo-Branco aviso ao padroeiro, o qual lhe ordenou desistisse do ajuste da compra do Carrascal, e pusesse todo o empenho no sitio dos Covelos, o qual ele também aprovava por melhor de todos. Executou-se o beneplácito do padroeiro e no ano seguinte de mis seiscentos e cinquenta e dois a oito de Abril, dia então dedicado a Nossa Senhora dos Prazeres, depois de cantarmos na mesma ermida de Santo Estevão com toda a solenidade a  missa da mesma senhora, se ordenou uma numerosa,  e bem concertada procissão para se levar a pedra fundamental, que se havia de lançar no alicerce da igreja". (...) " Não faltou o céu em assinalar o dia, porque ao tempo que caminhava a procissão, se eclipsou o sol, e durou o eclipse por grande espaço de tempo"
(...) "Continuou-se com grande fervor na fábrica dos retábulos, tribuna e coro. O mesmo se via no claustro, dormitórios e cerca; concorrendo sempre o padroeiro com a mesma generosidade". (...) " Estando completamente acabado o convento, não se descuidou a piedosa generosidade do padroeiro de prover a sacristia de ornamentos, cálices e roupas precisas à celebração do santo sacrifício da missa".
Em 1656 foi o relactor do testamento de D. João IV: " E eu Pedro Vieira da Silva, de mandado de sua majestade, o fiz, de minha letra, em uma folha de papel, escrita de todas as quatro páginas, e nesta meia, sem levar entrelinha, nem cousa que dúvida faça, o assinei como testemunha, com as mais que abaixo vão assinadas, em Lisboa a 2 de Novembro de 1656 = El Rei".
Em 1662,  com a subida ao trono de D. Afonso VI, e a nomeação do Conde de Castelo Melhor para secretário de estado, foi exonerado e desterrado nos seguintes termos: " Sua Majestade que Deus guarde me manda dizer a V. Mercê da sua parte que V. mercê se abstenha de vir à Secretaria e se parta dentro de 3 dias para 50 léguas fora da Corte donde não virá sem outra ordem do dito senhor por assim convir a seu serviço Nosso senhor etc. Do Paço 4 de Agosto de 1662". 
A esta ordem respondeu: "Agora acabo de receber hum escrito de V. mercê com aviso de Sua Majestade que Deus guarde me mandar abster de ir à Secretaria e de me partir entrando de 3 dias 50 léguas de distância desta Corte donde não sairei sem outra ordem de Sua Majestade logo executarei o que Sua Majestade mande Deus guarde a V. Majestade de Casa 4 de Agosto de 1662".
Em 1668 foi um dos ministros plenipotenciários de Portugal para a paz com Castela.
Depois de enviuvar foi ordenado presbítero e apresentado para a mitra de Leiria a 28 de Setemebro de 1668, confirmado pelo papa Clemente X  a 11 de Maio de 1670, e tomou posse a 22 de Abril de 1671, já com 73 anos de idade.
Em 1671 mandou construir o seminário de Leiria, e no ano seguinte a 18 de Dezembro, entregou a sua direcção à ordem de Santo Agostinho, da qual veio depois a ser provincial o seu filho António.
"Governou o bispado com a prudência, de que era dotado, e toda lhe era necessária para domar a liberdade dos súbditos, que havia 30 anos viviam sem pastor. Quando mais vexado de tribulações procurava o convento para seu alivio; e tinha também o cuidado de saber o de que ele necessitava para o prover de remédio. Consignou uma suficiente ordinaria para suplemento das esmolas dos fieis. Colocou na igreja deste seu convento o corpo do santo Hilário Martir, e aos cinco dias do mês de Setembro de 1672 mandou passar uma provisão na qual declarava, e certificava, serem aqueles ossos relíquias do verdadeiro corpo do santo martir canonizado pela igreja e que todos os fieis católicos como tal o venerassem e referenciassem (...). Para o carneiro da capela-mor mandou trasladar os ossos de seus pais, sepultados no convento de Santa Ana de religiosas dominicas desta cidade. O mesmo obrou com os de seu irmão Belchior Dias Preto, que fora inquisidor em Lisboa, e cónego na Sé de Évora. Não se esqueceu dos de sua mulher, que fora sepultada no convento de Santa Mónica em Lisboa, e se guardam todos em diversos caixões custosamente forrados".
Em 19 de Outubro de 1673 autorizou os Agostinhos descalços a fundarem um convento na Ermida do Bom Jesus, na vila de Porto de Mós, que lhes tinha sido doado pela Misericórdia daquela vila.
"Em sete de Setembro de mil seiscentos e setenta e seis faleceu na mesma cidade o Doutor Belchior Dias Preto, que havia sido colegial de São Paulo na Universidade de Coimbra, chantre de Ourem, e filho do padroeiro [D. Pedro Vieira da Silva], o qual o mandou também sepultar no mesmo carneiro. Passados cinco dias faleceu com setenta e oito anos de idade o mesmo ilustríssimo bispo nosso fundador, e como estivesse impedido o carneiro para se abrir, foi depositado o caixão, que recolhia o corpo, no pavimento da igreja entre dois altares colaterais. Teve cuidado de o trasladar para o carneiro, e seu deputado jazigo, seu filho o reverendo padre Fr. António de Távora, provincial absoluto da sua religião Augustiniana neste reino, havendo vinte e seis anos que era falecido. Para este fim foi ao convento, e presentes os nossos frades, e outras mais pessoas religiosas, se desenterrou o caixão, o qual aberto, se acharam as vestiduras pontifícias incorruptas, desfeita a organização do corpo, e inteira a bolça, que guardava os miolos dentro da caveira. Foi extraindo os ossos, e lavando a cada um per si em água de Córdova, os recolheu todos em outro caixão, que havia levado, forrado de veludo carmezim guarnecido com galões de ouro e pregaria dourada. Cantaram os nossos frades um ofício de defuntos com toda a solenidade, e da mesma sorte a missa por alma do fundador, e se fez a trasladação com muita magnificiência. Conserva-se o padroado deste convento em Pedro Vieira da Silva e Melo, neto do fundador, ao qual imitou, ordenando-se em sacerdote ao mesmo tempo, que sua mulher D. Catarina Josefa da Silva por mutuo consentimento professou o Instituo de São Bernardo no mosteiro capucho do Mocambo em Lisboa, e nele faleceu com opinião de virtude".
"Na correspondência do P. António Vieira para Duarte Ribeiro de Macedo, [D. Pedro Vieira da Silva], é-nos apresentado como um desiludido das coisas do mundo que, após enviuvar, decidiu tomar o estado eclesiástico (cf. Cartas, II p. 659). Como prelado ficou conhecido pelas tomadas de posição contra os cristãos-novos, a ponto de elaborar, com data de 6 de Agosto de 1673, uma proposta contra o perdão geral que estes pretendiam. Comentando as posições dos bispos portugueses sobre o diferendo entre a Santa Sé e Portugal acerca da célebre questão que os envolvia e então agitava o governo do país e a opinião pública, Vieira escrevia, a 22 de Agosto de 1674. que, dado o Bispo de Leiria ter sido «o que mais se alargou e mais publicamente nesta matéria. há indícios aqui que houve votos na Sagrada Congregação da Inquisição que ele fosse chamado a Roma e repreendido e castigado» (d. Cartas, III. p. 89) .
Parece, pelo que se depreende de testemunhos coevos, haver sido um magistrado competente. e ministro honesto. O tempo que ocupou a secretaria de estado, durante o reinado de D. João IV, a regência de D. Luísa de Gusmão e os dois anos ao serviço do príncipe D. Pedro, mostra-nos que devia ser hábil em manobras cortesãs, prudente e intencionalmente apagado - o suficiente para conservar. o poder e a influência que exercia".
Em 1864 os seus restos mortais foram trasladados para o cemitério da Sé de Leiria e em 1907 foram colocados no interior da Sé, curiosamente, o seu brasão foi colocado no portal do seminário já no séc. XX com a seguinte inscrição em latim: "Pedro enquanto viveu não consentiu que se pusesse aqui este brasão, e se lhe fosse dado, ainda hoje do túmulo não o consentiria".  

## Familia
Pedro Vieria da Silva casou com Leonor de Távora, filha de Martim de Távora e Noronha, Senhor do Morgado de Campo Belo e dos direitos Reais de Távora e Capitão das Naus da Índia, falecido a 6 de Novembro de 1644, e de Maria (ou Ana) de Leme. Tiveram três filhos:
Gaspar Vieira da Silva Preto, Moço fidalgo da casa real, comendador de S. Maria de Cadime na Ordem de Cristo, e de Moios de Brás Palha, e do Forno da Porta Nova, na Ordem de Santiago. Casou com Filipa Coutinho, filha de  António José de Almada e Melo, Fidalgo da Casa Real,  4º senhor do Morgado dos Olivais, e de Úrsula de Vasconcelos. 
Martim de Távora e Noronha, nasceu em Coimbra, foi Secretário de Estado de D. João IV, recebedor dos Prestimónios de S. Salvador de Mourojusa e sua anexa no concelho de Valadares. Casou com Ana Mendes, natural da vila de Pereira, filha de Nuno Mendes, e de sua mulher, Maria Violante. Deste casamento houve um filho, Martim de Távora de Castelo Branco (Familiar do Santo Ofício em 1696). Casou segunda vez com Ana de Tovar, administradora da capela de D. Gil Alma no Convento de São Domingos de Lisboa, senhora do morgado de Molelos. Era filha de Diogo de Tovar.
Filipe de Távora e Noronha, foi Freire da Soberana Ordem de Malta.